# Angriffe auf den Luft- und Seeverkehr
Angriffe auf den Luft- und Seeverkehr gehören im deutschen Strafgesetzbuch (StGB) zu den gemeingefährlichen Straftaten.

## Wortlaut
§ 316c StGB lautet:

„(1) Mit Freiheitsstrafe nicht unter fünf Jahren wird bestraft, wer

1. Gewalt anwendet oder die Entschlußfreiheit einer Person angreift oder sonstige Machenschaften vornimmt, um dadurch die Herrschaft über

a) ein im zivilen Luftverkehr eingesetztes und im Flug befindliches Luftfahrzeug oder

b) ein im zivilen Seeverkehr eingesetztes Schiff zu erlangen oder auf dessen Führung einzuwirken, oder 

2. um ein solches Luftfahrzeug oder Schiff oder dessen an Bord befindliche Ladung zu zerstören oder zu beschädigen, Schußwaffen gebraucht oder es unternimmt, eine Explosion oder einen Brand herbeizuführen.
Einem im Flug befindlichen Luftfahrzeug steht ein Luftfahrzeug gleich, das von Mitgliedern der Besatzung oder von Fluggästen bereits betreten ist oder dessen Beladung bereits begonnen hat oder das von Mitgliedern der Besatzung oder von Fluggästen noch nicht planmäßig verlassen ist oder dessen planmäßige Entladung noch nicht abgeschlossen ist.
(2) In minder schweren Fällen ist die Strafe Freiheitsstrafe von einem Jahr bis zu zehn Jahren.
(3) Verursacht der Täter durch die Tat wenigstens leichtfertig den Tod eines anderen Menschen, so ist die Strafe lebenslange Freiheitsstrafe oder Freiheitsstrafe nicht unter zehn Jahren.
(4) Wer zur Vorbereitung einer Straftat nach Absatz 1 Schußwaffen, Sprengstoffe oder sonst zur Herbeiführung einer Explosion oder eines Brandes bestimmte Stoffe oder Vorrichtungen herstellt, sich oder einem anderen verschafft, verwahrt oder einem anderen überläßt, wird mit Freiheitsstrafe von sechs Monaten bis zu fünf Jahren bestraft.“

Aus § 38 StGB ergibt sich, dass die Höchststrafe in den Fällen des Absatz 1 fünfzehn Jahre Freiheitsstrafe beträgt.
Für den Tatbestand gilt gemäß § 6 Nr. 3 StGB das Weltrechtsprinzip.

## Entwicklung des Tatbestands
Der Tatbestand wurde durch das 11. Strafrechtsänderungsgesetz mit Wirkung zum 19. Dezember 1971 eingeführt und betraf zunächst nur Angriffe auf den Luftverkehr. Ursache für die Einführung des Tatbestands war das damals neue Phänomen der Flugzeugentführung, die zuvor nur nach milderen Tatbeständen, z. B. als Nötigung oder Freiheitsberaubung bestraft werden konnte. Zwischen 1969 und 1972 ereigneten sich elf Flugzeugentführungen, die die Bundesrepublik Deutschland mittelbar oder unmittelbar betrafen, davon sechs vor und fünf nach Verabschiedung des 11. Strafrechtsänderungsgesetzes.
Mit Wirkung zum 22. Juni 1990 wurde durch das Gesetz zu dem Übereinkommen vom 10. März 1988 zur Bekämpfung widerrechtlicher Handlungen gegen die Sicherheit der Seeschiffahrt und zum Protokoll vom 10. März 1988 zur Bekämpfung widerrechtlicher Handlungen gegen die Sicherheit fester Plattformen, die sich auf dem Festlandsockel befinden der Tatbestand auf Angriffe auf den Seeverkehr ausgedehnt.
Seitdem fallen in Bezug auf den zivilen Seeverkehr auch Piraterie und Meuterei in der Schifffahrt im Sinne einer rechtswidrigen Übernahme der Herrschaft über das betroffene Schiff oder das Einwirken auf dessen Führung unter § 316c StGB, den nicht nur Besatzungsmitglieder, sondern auch Dritte erfüllen können.